# Natural Semantic Metalanguage
Natural Semantic Metalanguage (NSM) ist ein von der Linguistin Anna Wierzbicka entwickelter linguistischer Ansatz zur semantischen Analyse, also der Bedeutungsbestimmung sprachlicher Äußerungen.
Dazu wird die zu untersuchende Phrase in immer kleinere, weniger komplexe Bedeutungseinheiten zerlegt. Ein wesentlicher Unterschied zu anderen semantischen Analyseverfahren (semantische Dekomposition) liegt darin, dass die Umschreibung eines komplexen Begriffs ausschließlich natürlichsprachlich erfolgt – also ohne Neologismen, formale Operatoren, Abkürzungen etc., wie sie für andere Semantiktheorien zwingend verwendet werden. Am Ende dieses Prozesses stehen sogenannte Elementarkonzepte (semantic primes oder semantische Primitiva). Diese Primitiva stellen eine Reihe von „Bedeutungsatomen“ dar, die sich nicht weiter analysieren lassen. Nach den Befürwortern von NSM lassen sich diese semantic primes universell in allen menschlichen Sprachen finden.
Die NSM hat den Anspruch psychologischer Realität – also dass das menschliche kognitive System tatsächlich auf die beschriebene Art und Weise Bedeutungen speichert.

## Die Primitiva
Derzeit geht man – unter dem Vorbehalt weiterer Forschung – von rund 60 Primitiva aus. Die englischen Bezeichnungen in der folgenden Liste sind lediglich als sprachliche Realisierung des zugrundeliegenden Konzepts zu verstehen. Tatsächlich geht die NSM-Forschung davon aus, dass Konzepte wie ich, gut oder tun sich in jeder menschlichen Sprache finden.
| Gruppe               | Konzepte                                                                        | dt. Übersetzungen                                                                 |
| -------------------- | ------------------------------------------------------------------------------- | --------------------------------------------------------------------------------- |
| Substantive          | I, YOU, SOMEONE, PEOPLE, SOMETHING/THING, BODY                                  | Ich, Du, Jemand, Leute, Etwas/Ding, Körper                                        |
| Determinatoren       | THIS, THE SAME, OTHER                                                           | Dieses, Das Gleiche, Ein Anderes                                                  |
| Mengenangabe         | ONE, TWO, SOME, ALL, MANY/MUCH                                                  | Eins, Zwei, Einige, Alle, Viele                                                   |
| Bewertung            | GOOD, BAD                                                                       | Gut, Schlecht                                                                     |
| Beschreibung         | BIG, SMALL, (LONG)                                                              | Groß, Klein, (Lang)                                                               |
| Intensität           | VERY                                                                            | Sehr                                                                              |
| Geistige Tätigkeiten | THINK, KNOW, WANT, FEEL, SEE, HEAR                                              | Denken, Wissen, Wünschen, Fühlen, Sehen, Hören                                    |
| Sprache              | SAY, WORD, TRUE                                                                 | Sagen, Wort, Wahr                                                                 |
| Aktionen             | DO, HAPPEN, MOVE                                                                | Tun, Geschehen, Bewegen                                                           |
| Existenz und Besitz  | THERE IS, HAVE                                                                  | Es gibt, Haben                                                                    |
| Leben und Tod        | LIVE, DIE                                                                       | Leben, Sterben                                                                    |
| Zeit                 | WHEN/TIME, NOW, BEFORE, AFTER, A LONG TIME, A SHORT TIME, FOR SOME TIME, MOMENT | Wenn/Zeit, Jetzt, Vorher, Nachher, Lange Zeit, Kurze Zeit, eine Zeit lang, Moment |
| Raum                 | WHERE/PLACE, HERE, ABOVE, BELOW; FAR, NEAR; SIDE, INSIDE; TOUCHING              | Wo/Ort, Hier, Über, Unter, Fern, Nah, Seite, Innerhalb, Berühren                  |
| Logische Konzepte    | NOT, MAYBE, CAN, BECAUSE, IF                                                    | Nicht, Vielleicht, Können, Weil, Falls                                            |
| Zunahme, Steigerung  | MORE                                                                            | Mehr                                                                              |
| Klassifizierung      | KIND OF, PART OF                                                                | Eine Art von, Ein Teil von                                                        |
| Ähnlichkeit          | LIKE                                                                            | Wie                                                                               |

## Die Analyse
Natürlichsprachliche Begriffe werden mit NSM in skriptähnlichen Erklärungen vom Allgemeinen zum Speziellen definiert, wie die folgenden Beispiele – wiederum anhand der „englischen“ Primitiva – illustrieren:
Pflanzen: living things / these things can’t feel something / these things can’t do something (lebende Dinger / diese Dinger können nicht etwas fühlen / diese Dinger können nicht etwas tun)
Himmel: something very big / people can see it / people can think like this about this something: “it is a place / it is above all others places / it is far from people” (etwas sehr Großes / Leute können es sehen / Leute können so über dieses denken: „es ist ein Ort / es ist über allen anderen Orten / es ist fern von den Leuten“)
traurig: X feels sad = X feels something / sometimes a person thinks something like this: “something bad happened / if I didn’t know that it happened I would say: ‘I don't want it to happen’ / I don’t say this now because I know: ‘I can’t do anything’” / because of this, this person feels something bad / X feels something like this (X ist traurig = X fühlt etwas / manchmal denkt eine Person auf diese Weise: „etwas Schlechtes ist passiert / wenn ich nicht wüsste, dass es geschehen ist, würde ich sagen: ‚Ich wünsche nicht, dass es geschieht‘ / Ich sage das jetzt nicht, weil ich weiß: ‚Ich kann nichts tun‘“ / deswegen hat diese Person ein schlechtes Gefühl / X fühlt sich so)
Wut: I think this person did something bad / I don’t want this person to do things like this / I want to do something because of this (Ich denke, dass diese Person etwas Schlechtes getan hat / Ich wünsche nicht, dass diese Person Dinge wie dies tut / Deswegen möchte ich etwas tun)
Die Theorie wurde anhand zahlreicher Sprachen (darunter Deutsch, Englisch, Russisch, Malaiisch, Japanisch sowie verschiedenen nord- und südamerikanischen Indianersprachen) erfolgreich getestet.
Die NSM dient sowohl vom Anspruch her als auch in der Praxis dem Sprachvergleich. Da nach ihrer Aussage die semantic primes jedem Sprecher einer Sprache irgendwie zugänglich sein müssen, sollte es möglich sein, nach einer grundsätzlichen Verständigung über diese Konzepte Vergleiche von Bedeutungen zu beginnen.

## Kritik
Kritiker bemängeln die unzureichende Regelhaftigkeit der Analysesprache und weisen darauf hin, dass NSM bei aller Leistungsfähigkeit nicht erklären kann, wie die Bedeutung von Sätzen und ganzen Texten aus den einzelnen Wortbedeutungen entsteht.
Die speziellen Beziehungen zwischen manchen Ausdrücken wie etwa semantischer Oppositionen im Falle von NEAR–FAR lassen sich nicht erfassen, da sie nicht auf gemeinsame Bedeutungskomponenten aufbauen.
Die Liste kann nicht alle beabsichtigten Bedeutungen einer Sprache erfassen, bei polysemen Primes (verschiedene Bedeutungen eines einzigen Lexems) wird nur ein Zusammenhang untersucht und dann als Prime definiert.
Bsp.: want – I want you to do something / This house wants painting
“Over the years, NSM researchers have often been challenged with the statement that ‘primitive X is not found in language Y’”, schreibt Goddard (1998). Die NSM erhebt aber Universalitätsanspruch. Ein einziges Beispiel einer funktionalen Sprache, die einen der primitives nicht kennt, würde die Theorie ins Wanken bringen. NSM-Vertreter sind ihrer Meinung nach bis jetzt erfolgreich damit gewesen, alle derartigen Fälle als Fehlanalysen der entsprechenden Sprachen zu analysieren.

## Minimal English
Minimal English ist ein neuer Zweig der Forschung über die Natural Semantic Metalanguage. Die erste größere Publikation erfolgte 2018. Es handelt sich um eine reduzierte Form von English. Sie ist auf einen klaren Ausdruck ausgerichtet, damit Material, das es benutzt, einfach übersetzt werden kann.
Minimal English erweitert die 'Semantic primes' und die vorgeschlagenen universellen oder nahezu universellen Moleküle um einige weitere Vokabeln.
Es gibt auch Entsprechungen in andern natürlichen Sprachen wie z. B. Minimales Französisch, Minimales Polnisch, 65 Sanaa (Minimales Finnisch):225–258.
Minimal English unterscheidet sich von andern einfachen Englisch-Varianten (wie z. B. Basic English) in dem es speziell im Hinblick auf gute Uebersetzbarkeit konstruiert ist.